# پلی‌لیسین
پلی‌لیسین (به انگلیسی: Polylysine) با فرمول شیمیایی (C۶H۱۲N۲O)n یک ترکیب شیمیایی  است. شکل ظاهری این ترکیب، Poly[imino[(2S)-2-amino-1-oxo-1,6-hexanediyl]] است.